# Paraserpusilla furcata
Paraserpusilla furcata är en insektsart som beskrevs av Vitaly Michailovitsh Dirsh 1962. Paraserpusilla furcata ingår i släktet Paraserpusilla och familjen gräshoppor. Inga underarter finns listade i Catalogue of Life.